# Lago de Marmorera
O Lago Marmorera é um lago artificial localizado no cantão de Grisões, Suíça . Fica próximo ao Parque Natural de Ela.

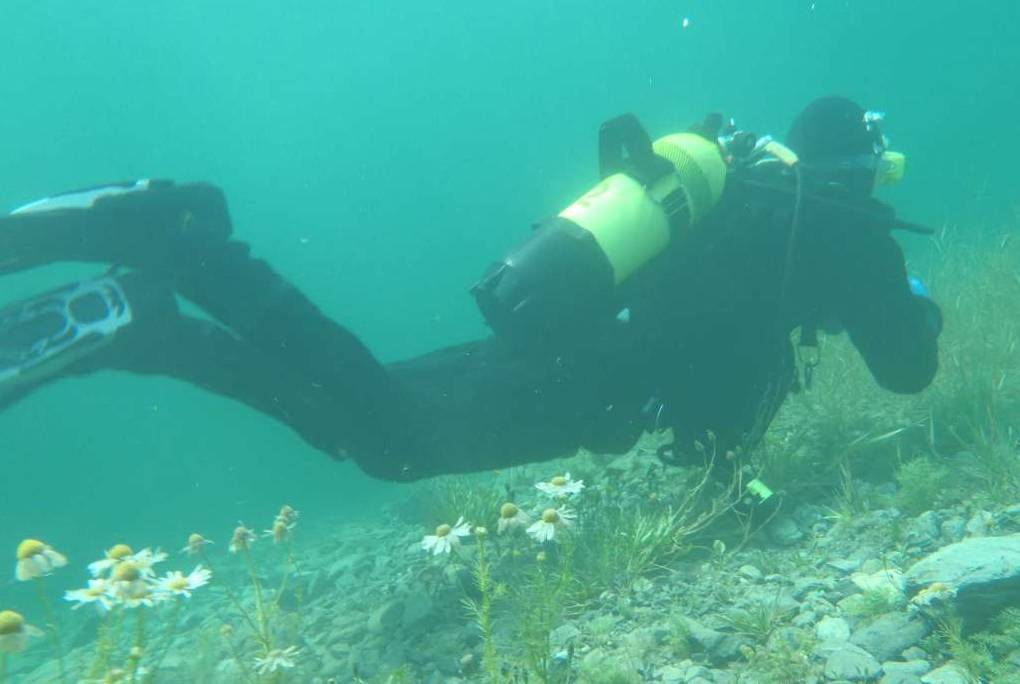
Scuba Diver na Lai da Marmorera.

Este lago tem uma superfície de 1,41 km² e formou-se com a conclusão da Barragem Marmorera em 1954, quando a antiga vila de Marmorera foi inundada. Uma nova vila teve de ser reconstruída acima do lago.
Este lago é ladeado de um lado pelo Passo de Montanha Julier.